# Женска рукометна репрезентација Западне Немачке
Женска рукометна репрезентација Западне Немачке у организацији Рукометног савеза Западне Немачке представљала је Западну Немачку у рукомету на свим значајнијим светским и континенталним такмичењима. Након уједињења Источне и Западне Немачке формирана је јединствена репрезентација Немачке која се сматра наследником резултата Западне Немачке.

## Успеси репрезентације

### Наступи наОлимпијским играма
| Година            | Турнир | Пласман  | ИГ | П | Н | И | ГД | ГП  | ГР |
| ----------------- | ------ | -------- | -- | - | - | - | -- | --- | -- |
| Лос Анђелес 1984. | Група  | 4. место | 5  | 2 | 0 | 3 | 91 | 100 | -9 |
| Укупно            | 1      | 4. место | 5  | 2 | 0 | 3 | 91 | 100 | -9 |

### Наступи наСветским првенствима
| Година             | Турнир               | Пласман   | ИГ | П  | Н | И  | ГД  | ГП  | ГР  |
| ------------------ | -------------------- | --------- | -- | -- | - | -- | --- | --- | --- |
| Југославија 1957.  | Утакмица за 3. место | 4. место  | 5  | 2  | 0 | 3  | 33  | 38  | -5  |
| Румунија 1962.     | Први круг            | 8. место  | 4  | 1  | 1 | 2  | 34  | 29  | +5  |
| Немачка 1965.      | Утакмица за 3. место | 3. место  | 4  | 3  | 0 | 1  | 37  | 30  | +7  |
| Холандија 1971.    | Други круг           | 5. место  | 5  | 2  | 0 | 3  | 52  | 51  | +1  |
| Југославија 1973.  | Први круг            | 11. место | 5  | 1  | 1 | 3  | 49  | 66  | -17 |
| Чехословачка 1978. | Први круг            | 8. место  | 5  | 2  | 0 | 3  | 78  | 77  | +1  |
| Мађарска 1982.     | Први круг            | 9. место  | 7  | 3  | 1 | 3  | 143 | 114 | +29 |
| Холандија 1986.    | Други круг           | 7. место  | 7  | 4  | 0 | 3  | 132 | 130 | +2  |
| Јужна Кореја 1990. | Утакмица за 3. место | 4. место  | 7  | 4  | 0 | 3  | 145 | 137 | +8  |
| Укупно             | 9                    | 3. место  | 49 | 22 | 3 | 24 | 703 | 672 | +31 |

### Наступи наЕвропским првенствима
- Нису одржавана Европска првенства у рукомету за жене док је Западна Немачка била самостална земља